# اسکار پلانو
اسکار پلانو (انگلیسی: Óscar Plano؛ زادهٔ ۱۱ فوریهٔ ۱۹۹۱) بازیکن فوتبال اهل اسپانیا است.
از باشگاه‌هایی که در آن بازی کرده‌است می‌توان به باشگاه فوتبال رئال مادرید سی، باشگاه فوتبال رئال مادرید، باشگاه فوتبال رئال وایادولید، باشگاه فوتبال رئال مادرید کاستیا، و باشگاه فوتبال آلکورکون اشاره کرد.